# La Reine des pommes (roman)
Pour les articles homonymes, voir La Reine des pommes.
La Reine des pommes — The Five Cornered Square nom sous lequel le manuscrit est écrit et For Love of Imabelle dans l'édition originale américaine— est un roman policier américain de Chester Himes, publié en 1957. C'est le premier roman du cycle de Harlem ayant pour héros les policiers Ed Cercueil et Joe Fossoyeur. Également connu aux États-Unis sous le titre  A Rage in Harlem, il est adapté au cinéma sous ce dernier titre par Bill Duke en 1991.

## Historique
Écrit à la demande de Marcel Duhamel pour la collection Série noire, La Reine des pommes « a consacré le talent de Chester Himes ». Loin des caricatures associées d'ordinaire aux Afro-Américains, l'auteur observe avec acuité et une bonne dose d'humour les travers de la situation des Noirs sans cynisme, sans optimisme et sans héros modèles. Certes, « Cercueil et Fossoyeur inspirent le respect et même la peur », mais ils sont là avant tout pour faire respecter l'ordre dans un milieu qui a perdu tous ses repères moraux. 

## Résumé
À New York, dans le quartier noir de Harlem, une malle remplie de pépites d'or est l'enjeu d'une âpre lutte entre des crapules, malfrats et escrocs de tout acabit. Dans cette apparente ruée vers l'or, tous les intéressés savent très bien que les pépites sont du toc, mais qu'elles leur seraient fort utiles pour monter une vaste escroquerie. Ce qu'ils ignorent toutefois c'est que la malle contient également un cadavre. 
Ed Cercueil et Joe Fossoyeur mènent une enquête musclée afin d'éviter les fausses pistes et déjouer les supercheries. Ils croient être arrivés au bout de leur peine, quand ils tombent sur le cadavre d'une religieuse, qui est en fait un travesti. Et que sait vraiment la jolie Imabelle de toute cette affaire ? En somme, l'affaire se complique, et les deux policiers apprendront à leurs dépens qu'elle devient aussi de plus en plus dangereuse. 

## Prix et récompenses
- Grand prix de littérature policière, roman étranger 1958

## Éditions
Éditions originales en anglais
- (en) Chester Himes, For Love of Imabelle, Londres, Fawcett Publications, 1957

Éditions françaises
- (fr) Chester Himes (auteur) et Minnie Danzas (traducteur), La Reine des pommes [«  The Five Cornered Square »], Paris, Éditions Gallimard, coll. « Série noire no 419 », 1958, 253 p. (BNF 32247459)
- (fr) Chester Himes (auteur) et Minnie Danzas (traducteur), La Reine des pommes [«  The Five Cornered Square »], Paris, Éditions Gallimard, coll. « La Poche noire no 8 », 1967, 253 p. (BNF 33042331)
- (fr) Chester Himes (auteur) et Minnie Danzas (traducteur), La Reine des pommes [«  The Five Cornered Square »], Paris, Éditions Gallimard, coll. « Carré noir no 63 », 1972, 248 p. (BNF 35144628)
- (fr) Chester Himes (auteur) et Minnie Danzas (traducteur) (trad. de l'anglais), La Reine des pommes [«  The Five Cornered Square »], Paris, Éditions Gallimard, coll. « Folio no 1853 », 1987, 248 p. (ISBN 2-07-037853-5, BNF 34964176)
- (fr) Chester Himes (auteur) et Minnie Danzas (traducteur), La Reine des pommes [«  The Five Cornered Square »], Paris, Éditions Gallimard, coll. « Bibliothèque noire », 1989, 615 p. (ISBN 2-07-071749-6, BNF 35066295)
  -  Ce volume omnibus contient les romans La Reine des pommes, Il pleut des coups durs et Couché dans le pain
- (fr) Chester Himes (auteur) et Minnie Danzas (traducteur) (trad. de l'anglais), La Reine des pommes [«  The Five Cornered Square »], Paris, Éditions Gallimard, coll. « Folio policier no 66 », 1999, 248 p. (ISBN 2-07-040811-6, BNF 36978808)
- (fr) Chester Himes (auteur) et Minnie Danzas (traducteur) (trad. de l'anglais), La Reine des pommes [«  The Five Cornered Square »], Dans Cercueil et Fossoyeur, Paris, Omnibus, coll. « Quarto », 2007, 1365 p. (ISBN 978-2-07-078516-2, BNF 41109720)
  -  Ce volume omnibus propose l'intégrale du cycle Harlem avec Cercueil et Fossoyeur dans des traductions révisées et complétées par C. Jase

## Adaptations

### Au cinéma
- 1991 : Rage in Harlem (A Rage in Harlem), film américain réalisé par Bill Duke, d’après le roman La Reine des pommes, avec Forest Whitaker, Gregory Hines, Robin Givens, Zakes Mokae et Danny Glover.

### En bandes dessinées
- La Reine des pommes de Chester Himes, adapté par Melvin Van Peebles, assisté par Paule Truffert, dessins de Georges Wolinski, Paris, Éditions du Square, 1979

## Sources
- Claude Mesplède (dir.), Dictionnaire des littératures policières, vol. 1 : A - I, Nantes, Joseph K, coll. « Temps noir », 2007, 1054 p. (ISBN 978-2-910686-44-4, OCLC 315873251), p. 387.
- Jean Tulard, Dictionnaire du roman policier : 1841-2005. Auteurs, personnages, œuvres, thèmes, collections, éditeurs, Paris, Fayard, 2005, 768 p. (ISBN 978-2-915793-51-2, OCLC 62533410), p. 615.